# آبن‌برگ

نشان شهر آبن‌برگ آلمان

آبِنْبِرْگ (به آلمانی: Abenberg) شهری در ایالت بایرن آلمان است. این شهر در منطقه رس قرار دارد و ۲۵ کیلومتر با نورنبرگ فاصله دارد.